# Morris Panych
Stephen Morris Panych, né à Calgary le 30 juin 1952, est un acteur, un réalisateur et un metteur en scène (théâtre) canadien.

## Biographie
Morris Panych naît à Calgary le 30 juin 1952, puis grandit à Edmonton. Il fait ses études à l'institut technologique du nord d'Alberta, puis à l'Université de la Colombie-Britannique.
Devenu metteur en scène et acteur de théâtre, il crée plusieurs pièces et adapte certains classiques (de Georges Feydeau, par exemple). Il joue également quelques rôles secondaires au cinéma et à la télévision, comme dans la série de science-fiction The X-Files où il incarne « l'homme aux cheveux gris » (un tueur à gages).
Il emporte le Prix du Gouverneur général pour ses pièces The Ends of the Earth en 1994, et Girl in the Goldfish Bowl en 2004.
Ouvertement homosexuel, Morris Pannych est marié depuis 2004 avec son partenaire de longue date Ken MacDonald.

## Travaux

### Metteur en scène (théâtre)
- Vigil
- Earshot
- 7 histoires
- Dishwashers
- The Ends of the Earth (1993)
- Girls in the Goldfish Bowl (2003)
- Still laughing : Three adaptations by Morris Panych (2009) (adaptations de trois pièces) :
  - Hôtel Peccadillo, de Georges Feydeau et Maurice Desvallières
  - Le Revizor, de Nicolas Gogol
  - Les Aventures amoureuses d'Anatole, de Arthur Schnitzler.
- The Trespassers (2010).

### Réalisateur
- 2004 : Coroner Da Vinci, épisode Okay, it's official.

### Acteur

#### Cinéma
- 1990 : Allô maman, c'est encore moi : l'homme d'affaires arrogant
- 1991 : Un étrange rendez-vous : Katz
- 1995 : Orky (Magic in the Water) de Rick Stevenson : Mack Miller
- 2002 : Cheats : Monsieur Harkin.

#### Téléfilms
- 1994 : Une famille à l'épreuve : Maurice
- 1994 : Un amour oublié (This Can't Be Love) : Monsieur Gordon.

#### Séries télévisées
- 1999 - 2004 : Coroner Da Vinci (4 épisodes) : le docteur Gus Cook
- 1995 - 1997 : The X-Files (5 épisodes) : l'homme aux cheveux gris
- 1987 - 1990 : 21 Jump Street, 5 épisodes :
  - 1987 : How Much Is That Body in the Window ? : Monsieur Glandon
  - 1988 : I'm Ok - You need work : Monsieur Riccio
  - 1988 : School's out : Monsieur Morris
  - 1989 : Fathers and sons : Randy
  - 1990 : Back to school : Monsieur Cunningham
- 1987 : Supercopter, épisode Code of silence : Mendoza
- 1987 : Un flic dans la mafia, épisode New Blood : Charles Chuke Randellino
- 1987 : MacGyver, épisode GX-1 : Colonel Markov
- 1994 : M.A.N.T.I.S., épisode Faces in the mask
- 1998 : Cold Squad, brigade spéciale, épisode Stanley Caron
- 1999 : Strange World, épisode Skin : docteur Barry Michaels
- 2003 : Juste cause, épisode Death's details : Harold Nebeaux.